# Junik
Junik en albanais et Junik en serbe latin (en serbe cyrillique : Јуник) est une localité du Kosovo située dans le district de Gjakovë/Đakovica (Kosovo) ou de Pejë/Peć (Serbie). Selon le recensement kosovar de 2011, elle compte 6 053 habitants,.
Selon le découpage administratif kosovar, elle est le centre administratif d'une commune qui porte son nom et qui compte 6 084 habitants ; selon la Serbie, elle est une localité rattachée à la commune/municipalité de Deçan/Dečani.

## Géographie
Junik est située à l'ouest de la Métochie, entre Deçan/Dečani et Gjakovë/Đakovica, le long de la frontière montagneuse avec l'Albanie.

## Localités

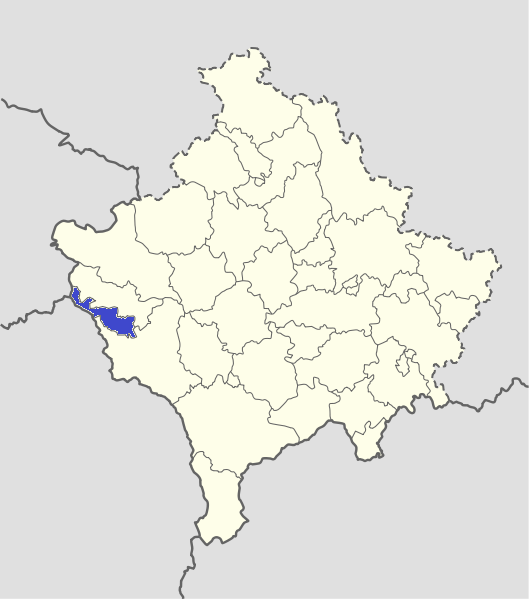
Localisation de la commune/municipalité de Junik au Kosovo

Du point de vue kosovar, la commune de Junik est constituée de trois localités : Junik/Junik, Gjocaj/Đocaj et Jasiq/Jasić.

## Démographie

### Évolution historique de la population dans la localité
| 1948  | 1953  | 1961  | 1971  | 1981  | 1991  | 2011  |
| ----- | ----- | ----- | ----- | ----- | ----- | ----- |
| 2 391 | 2 439 | 3 024 | 3 445 | 4 553 | 5 490 | 6 053 |

|  |

### Répartition de la population par nationalités (2011)
En 2011, les Albanais représentaient 99,75 % de la population

## Politique
Aux élections de novembre 2009, les 15 sièges de l'assemblée municipale se répartissaient de la manière suivante :
| Parti                                  | Sièges |
| -------------------------------------- | ------ |
| Alliance pour le futur du Kosovo (AAK) | 7      |
| Ligue démocratique du Kosovo (LDK)     | 5      |
| Ligue démocratique de Dardanie (LDK)   | 2      |
| Parti démocratique du Kosovo (PDK)     | 1      |

Agron Kuqi, membre de l'AAK, a élu maire de la commune/municipalité.

## Architecture
Junik abrite plusieurs monuments classés ou proposés pour un classement :
- la tour-résidence de Sadik Shehu (XIXe siècle)[4] ;
- la tour-résidence de Brahim Hodja (XIXe siècle)[5] ;
- la tour-résidence de Jah Imer (XIXe siècle)[6] ;
- la tour-résidence de Sali Hoxha[7] ;
- la tour-résidence de Tafa Hoxha[7] ;
- la tour-résidence de Ram Zyber Krasniq[7] ;
- le turbe de Dada Hata[7] ;
- la mosquée de Lagja Qoka (1580)[7] ;
- la mosquée de Lagja Hoxha (1849)[7] ;
- la tour-résidence de Rrusta Zeqir[7] ;
- le turbe de Sheh Osman[7] ;
- la tour-résidence de Dervish Kasum (XXe siècle)[7] ;
- le cimetière de Junik[7] ;
- l'école élémentaire Edmon Hoxha[7].

## Économie
La majorité de la population de Junik travaille dans les secteurs de l'agriculture et du petit commerce.

## Personnalités
- Rexhep Goci
- Haxhi Kraki
- Din Mehmeti
- Luan Krasniqi
- Kështjella Pepshi